# La statua di marmo
La statua di marmo (Das Marmorbild), tradotto anche come La figura marmorea, è un racconto scritto da Joseph von Eichendorff nel 1818. Comparve per la prima volta nel 1819 in "Frauentaschenbuch für das Jahr 1819"  ("Libro tascabile per donne per l'anno 1819"), edito da Friedrich de la Motte Fouqué.

## Trama
Un giovane di nome Florio vive un lacerante conflitto interiore tra l'ammirazione per il celebre cantante Fortunato e l'amore per la pura e innocente Bianka, che lo ricambia.
Altri personaggi della vicenda sono il cavaliere Donati e l'idolo marmoreo di Venere divenuto carne.
Il racconto inizia con l'incontro sulla via di Lucca tra Florio e Fortunato. Quella sera Lucca è teatro di una grande festa, dove Florio vede e si invaghisce di Bianka.
(Das Marmorbild)
Improvvisamente fa la sua comparsa il misterioso cavaliere Donati, che irrompe nell'atmosfera di festa, ancorché composta e misurata, vuotando precipitosamente una coppa di vino. Anche quando Donati si adegua alle buone maniere della società, traspare un certo tratto diabolico e oscuro del suo carattere.
(Das Marmorbild)
Al ritorno al suo alloggio nel cuore della notte, Florio non riesce a dormire: è attirato dalla luce diafana della luna che rende il paesaggio (un'Italia che ha molto della Grecia arcadica) quasi surreale e magico. Approfittando del sonno del suo servo (spesso interpretato in chiave psicoanalitica come Gewissen, coscienza, o Bewusstsein, auto-coscienza), gli sfugge di soppiatto e scopre, quasi in uno stato di trance, una raffigurazione di marmo della dea Venere che vaga nel parco. Questa visione scatena in lui una profonda malinconia (Wehmut).
(Das Marmorbild)
La mattina successiva, Fortunato tenta di distogliere Florio dai suoi pensieri ma, nonostante gli sforzi dell'amico, continua a ricercare il prato nei pressi di un fiume dove quella notte gli era apparsa la Venere marmorea e dove ora regnano la pace e l'operosità. Vagando incredulo nel prato (descritto come un vero e proprio locus amoenus), Florio si ritrova in un faggeto. Proseguendo nel suo camminare, Wandern giunge alle soglie di un palazzo, dove incontra una donna, bellissima e nobile, che canta accompagnandosi con il liuto. Florio è incantato, la donna ha tutte le caratteristiche della Venere pagana (Eichendorff con ogni probabilità aveva visto le opere di Botticelli in Italia e ne aveva tratto ispirazione) ma scompare, volatilizzandosi come uno spirito senza prestargli attenzione né rivolgergli parola.
- es waren unverkennbar die Züge, die Gestalt des schönen Venusbildes, das er heute Nacht am Weiher gesehen. -  Sie aber sang, ohne den fremden zu bemerken [...]»
(Das Marmorbild)
Profondamente scosso da questa esperienza, Florio si affretta a uscire dal faggeto e, accanto alle rovine di un muro, trova il cavaliere Donati accasciato al suolo: lo sveglia e lo tempesta di domande sull'identità della misteriosa donna. Donati non rivela che poche cose su di lei, ma gli promette di portarlo a farle visita il giorno seguente.
L'indomani, domenica, Donati fa visita a Florio per portarlo a caccia, ma fugge al suono delle campane della chiesa.
Poco dopo gli fa visita Fortunato per invitarlo a una festa la sera seguente, promettendogli che lì avrebbe incontrato una vecchia conoscente. Florio si sente sollevato da quella visita e accoglie Fortunato quasi come un messaggero di pace. Tuttavia non riesce ad acquietarsi, e trascorre l'intera giornata vagando nel parco; giunge al palazzo dove aveva incontrato la sua “Venere”, ma lo trova completamente chiuso e abbandonato.
Al ballo mascherato in una casa di campagna, di nuovo un misterioso incontro: una donna, il cui volto  è coperto da una maschera e vestita con un peplo azzurro, lo lascia nuovamente scosso e colpito. Florio è completamente confuso: la “greca” (die Griechin) si trova contemporaneamente al suo fianco e alla fine della sala, poi all'improvviso scompare. Florio la cerca, si reca nel bosco, la scorge tra i cespugli e inizia ad ascoltare il suo canto mesto e profondo. In lei riconosce la bella dama che assomiglia alla statua di Venere.
Florio, sopraffatto dalla "Sehnsucht" viene condotto alcuni giorni dopo al castello della bella dama. Durante il loro incontro risuona dalle finestre un antico canto cristiano; improvvisamente tutte le statue e le raffigurazioni che ornavano il palazzo prendono vita e Florio, in preda al terrore si precipita fuori. Giunto a Lucca decide di ripartire. Anche Fortunato sta lasciando la città, e Florio decide di unirsi a lui e ai suoi due accompagnatori, un giovinetto e un anziano.
Fortunato narra in una canzone della Venere pagana, che una volta l'anno prende dimora tra gli uomini seduce nel suo tempio i giovinetti.
Quando la carovana passa a fianco ad alcune rovine, Florio riconosce il posto dove era avvenuto il suo incontro con la bella nobildonna di fronte al palazzo; comprende di essere stato vittima di un'apparizione e si rivolge al giovinetto che accompagnava il vecchio al seguito di Fortunato, che si rivela essere Bianka, travestitasi per poter uscire da Lucca.

## Personaggi
Florio
Florio è il protagonista attorno al quale ruota tutta la vicenda, in oscillando tra tentazione e redenzione. Il lettore lo vede evolversi da giovane, innocente poeta a maturo cantore.
Dal racconto non si deduce nulla riguardo al suo aspetto fisico; si sa solo che è un giovane di bell'aspetto. L'unico riferimento viene fatto ai suoi „occhi infiammati“ (flammende Augen) quando incontra venere.
Non riconosce mai che Venere è una divinità pagana, infatti crede di poterla incontrare in chiesa quando osserva che è raffigurata anche nell'abitazione dei suoi genitori. Alla fine ritrova sinceramente se stesso in una dimensione cristiana, grazie a un canto di Fortunato e a una preghiera.
Bianka
Bianka è l'innocenza e la purezza per eccellenza. Travestendosi da giovinetto per poter uscire da Lucca e seguire Florio, perde la sua connotazione femminile per diventare un angelo, una creatura asessuata quasi sublimazione della grazia.
Viene sempre descritta come graziosa, dai tratti morbidi e quasi infantili, gli occhi grandi e lunghe ciglia. Al primo incontro viene chiamata „la ragazza con la corona di fiori“, suggerendo in modo esplicito la figura della Flora botticelliana, la dea pagana simbolo di fertilità che porta la primavera e i suoi frutti. In altre parti del racconto assume sempre di più le caratteristiche della vergine Maria.
Fortunato
Fortunato è il prototipo del Minnesänger medievale, il cantastorie. Attraverso il suo canto tenta, con successo, di indirizzare Florio sulla retta via. Fortunato può rappresentare l'artista per antonomasia, colui che insegna e fa riflettere toccando la sensibilità estatica di ciascuno, secondo la teoria estetica illuministica secondo cui l'arte è  prodesse et delectare. La figura del menestrello è inoltre l'esempio dell'unione originaria tra linguaggio, musica e poesia.
Viene sempre descritto con un manto colorato e una catena d'oro, simboli della sua fama come cantante. È una figura diurna e positiva: compare quasi sempre di giorno e sempre sereno e gioioso. La sua aura di serenità è imperturbabile, non viene mai rappresentato cattivo, arrabbiato o alterato.
Venere
Venere è la dea pagana della bellezza, della sessualità e conseguentemente della fertilità, della primavera e della rinascita. La sua statua prende vita in primavera, ma poi ritorna marmo. Venere incarna dunque entrambi i principi di vita e di morte.
Viene descritta come una donna bellissima, alta, snella con lunghi boccoli biondi; porta una veste azzurra retta da spille dorate. Sulle spalle porta un velo bianco e cavalca un cavallo bianco, come bianca è la sua pelle; qui il bianco non è da interpretarsi come simbolo di purezza e innocenza, ma come colore della morte, vista non in senso negativo come tabú e come fine della vita, ma come passaggio e tramite tra uomo e Dio. (il cigno infatti è spesso simbolo di morte e metafora del poeta, entrambi „mediatori“ tra cielo e terra).
Donati
Donati è la controparte di Fortunato, la sua parte oscura. È un personaggio notturno, che tenta spesso di sedurre e sviare Florio. (L'episodio più eclatante è quello sopracitato, quando cioè cerca di portarlo a caccia di domenica e fugge al suono delle campane).
Viene spesso identificato con un pallore quasi cadaverico dalla forte connotazione negativa, come è negativa l'influenza che tenta di esercitare su Florio.

## Fonti
Eichendorff prende spunto dal poeta barocco E. G. Happel, il quale nel 1687 pubblicò un racconto di fantasmi in cui un giovane diretto verso Lucca è vittima dell'incantesimo di una donna demoniaca (teuflische Frau), ma se la cava con un grosso spavento. Anche alcune scene e figure (il cavaliere Donati ad esempio) si ritrovano già nello scritto di Happel, scritto che Eichendorff cita tra le altre fonti d'ispirazioni per il suo racconto: "[...] irgendeine Anekdote aus einem alten Buche, ich glaube es waren Happelii Curiositates [...]“ („[...] alcuni aneddoti da un vecchio libro, credo che fossero le Curiositates di Happel [...]“)

## Caratteristiche romantiche
Uno dei punti fundamentali del pensiero romantico è il „ricordo“ di un posto e di un tempo migliore. Non è un ricordo nel senso comune del termine, bensì un anelito, quasi la consapevolezza che l'anima stessa ha di trovare un tempo e un luogo migliori dove poter vivere. In questo senso Das Marmorbild può essere considerato uno scritto romantico: è ambientato in un tempo imprecisato e in un luogo descritto come idillico e arcadico. La fede in Dio permea ogni aspetto della vita ed è semplice, quasi infantile, im-mediata, priva di sofismi e non „corrotta“ dalla ragione. Da qui il carattere irrazionale del racconto che, opponendosi radicalmente alla ragione illuministica, permette, ad esempio, a una statua di prendere vita.
Sempre in seno a questo desiderio di ritorno a un tempo ideale, in cui parola e significato corrispondono e in cui razionalità e irrazionalità non sono in ordine gerarchico, l'autore mette in scena la figura di Fortunato, un cantante. La musica gioca un ruolo chiave nel romanticismo tedesco, per la sua natura razionale e irrazionale al contempo.
Anche il genere scelto è legato al periodo: nel Romanticismo si riscoprono le fiabe popolari, che assurgono a genere letterario.
Un'ulteriore caratteristica è la contrapposizione tra giorno e notte, un altro topos che si ritrova in molti altri racconti e fiabe. In "Das Marmorbild" il giorno è il luogo del lavoro, della devozione, della rettitudine e della ragione, la primavera, il canto dolce di fortunato e la sua voce argentina, il „modo maggiore“, la vita. Di giorno si muovono infatti Bianka e Fortunato. La notte vi è diametralmente opposta: vi regnano il sonno, la trasgressione, l'irrazionale e il grottesco, il silenzio, la morte. È infatti il regno della Venere seduttrice (che esula da ogni ragione e che ha questa doppia connotazione di vita e morte) e di Donati.
Florio è un personaggio inquieto che compare sia di giorno che di notte, ma che alla fine sceglierà per una vita "diurna".

## Spunti per un'interpretazione psicoanalitica
Per tentare un'interpretazione psicoanalitica si può applicare al racconto il modello freudiano: in questo caso Florio corrisponderebbe all'Io, mediatore tra le tendenze istintive e irrazionali dell'Es e l'istanza moralizzatrice e inibente del Super-io. Proseguendo su questa linea interpretativa, Florio è un adolescente che tenta di assecondare entrambe le tensioni della sua psiche, cosa che genera la sua lacerazione interiore. A Lucca è sedotto dalla figura marmorea e tentato da Donati; fuggendo da lucca trova la serenità seguendo Fortunato e Bianka, Super-io capace di reprimere definitivamente la tendenza istintiva e irrazionale dell'es.

## Spunti per un'interpretazione religiosa
Da questo punto di vista si può leggere il racconto come un romanzo di formazione: Forio lotta contro la tentazione e le seduzioni del maligno, impersonati da Venere e Donati e al suo fianco il cristiano Fortunato e l'angelica Bianka, che alla fine dissolve i demoni che imperversano nella mente di Florio, che sceglie di rimanere con loro e trova la felicità.